# Imaginación (álbum)
Imaginación es el vigésimo álbum de estudio de la banda chilena Inti-Illimani, publicado originalmente en 1984.
Es el primer álbum de la banda enteramente instrumental lanzado en Italia, durante su exilio en Europa debido a la dictadura militar en Chile. Contiene nuevas versiones de dos canciones ya grabadas anteriormente y algunas canciones inéditas. Es además el primero grabado por la banda en formato digital. Para la edición en CD se incluyeron cuatro temas adicionales: «Calambito temucano» y «Pascua linda» (al final del Lado A), además de «Huajra» y «El vals» (al final del Lado B).
En abril de 2008, la edición chilena de la revista Rolling Stone situó a este álbum en el lugar n.º 45 dentro de los 50 mejores discos chilenos de todos los tiempos, siendo el segundo álbum de la banda en aparecer en esta lista, precedido por Autores chilenos, en el puesto n.º 18.

## Lista de canciones[6][1]
| N.º   | Título                                                  | Escritor(es)                       | Duración |  |
| 1.    | «La ronda»                                              | Horacio Salinas                    | 0:47     |  |
| 2.    | «Tema de la quebrada de Humahuaca»                      | popular argentina                  | 3:10     |  |
| 3.    | «Trigales»                                              | Horacio Salinas                    | 3:16     |  |
| 4.    | «Longuita»                                              | popular ecuatoriana                | 1:49     |  |
| 5.    | «La marusa»                                             | Jorge Ball                         | 4:40     |  |
| 6.    | «Ramis»                                                 | Augusto Portugal Vidangos          | 2:13     |  |
| 7.    | «Il mercato di Testaccio» (o «El mercado de Testaccio») | Horacio Salinas                    | 4:03     |  |
| 8.    | «Galambito temucano»                                    | Violeta Parra                      | 2:57     |  |
| 9.    | «Pascua linda»                                          | popular peruana                    | 2:55     |  |
| 10.   | «San Juanito»                                           | Gilbert Favre                      | 2:10     |  |
| 11.   | «Danza»                                                 | Horacio Salinas                    | 6:46     |  |
| 12.   | «Campanitas - Mis llamitas»                             | Alfredo Domínguez - Ernesto Cavour | 4:12     |  |
| 13.   | «Alturas»                                               | Horacio Salinas                    | 3:02     |  |
| 14.   | «Danza di cala Luna»                                    | Horacio Salinas                    | 4:44     |  |
| 15.   | «Huajra» (o «Danza del maíz maduro»)                    | Atahualpa Yupanqui                 | 3:50     |  |
| 16.   | «El vals»                                               | Horacio Salinas                    | 1:47     |  |
| 52:25 |                                                         |                                    |          |  |

## Créditos

### Músicos
- Jorge Ball - Quena, cuatro venezolano, percusión, flauta traversa, zampoña, flautín
- Max Berrú - Percusión, guitarra
- Jorge Coulón - Tiple, guitarra, rondador, zampoña
- Marcelo Coulón - Quena, flauta traversa, guitarrón mexicano, percusión, guitarra
- Horacio Durán - Charango, violín
- Horacio Salinas - Guitarra, percusión, zampoña
- José Seves - Guitarrón mexicano, guitarra, quena, zampoña

### Colaboración
- Jorge Salas - diseño de cubierta